# Beindersheim
Beindersheim là một xã thuộc bang Rhein-Pfalz-Kreis, bang Rheinland-Pfalz, Đức. Xã này có diện tích 6 km², dân số thời điểm 31 tháng 12 năm 2006 là 2906 người.

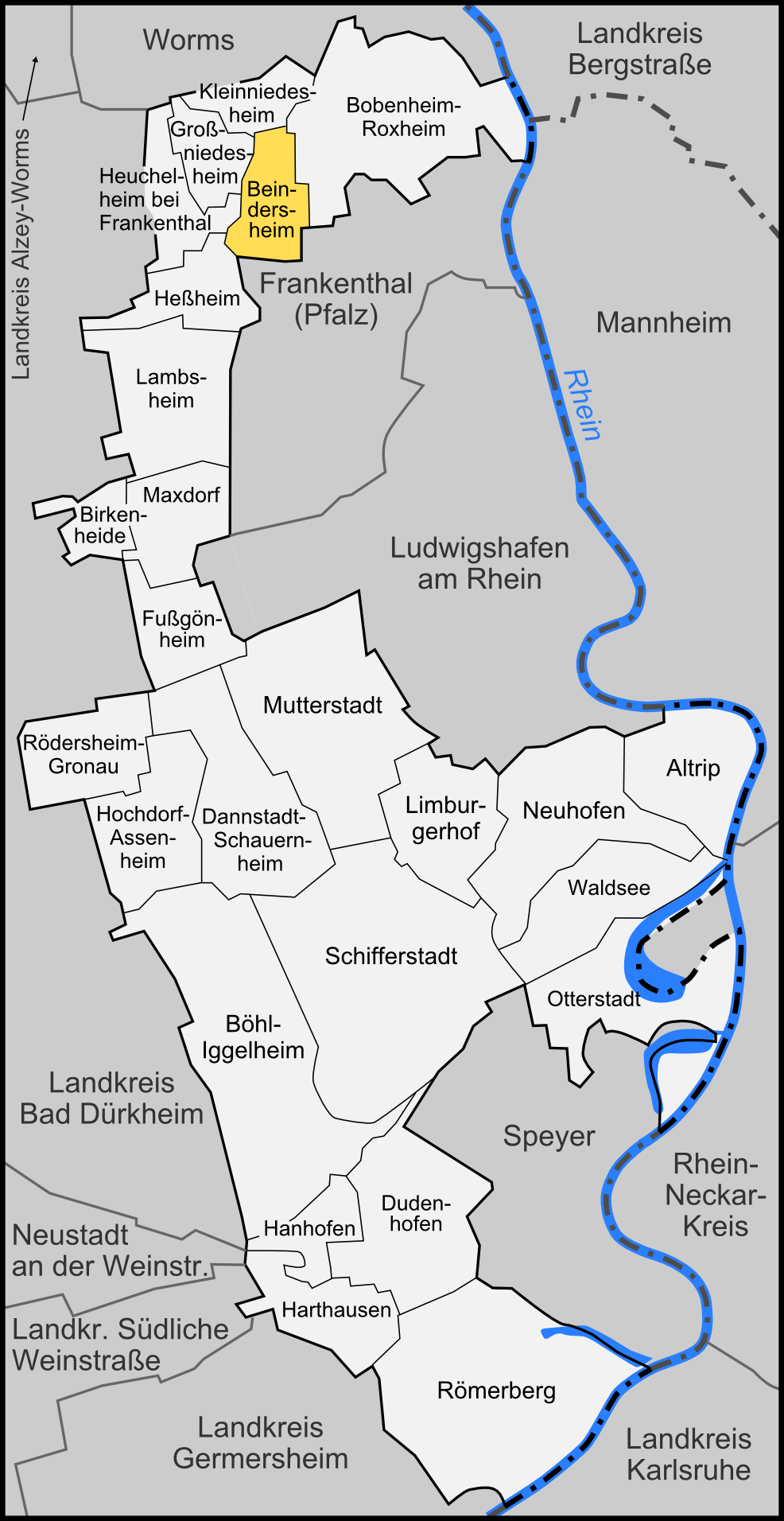